# WWE Over the Limit
WWE Over the limit és un show de pagament produït per la WWE durant el mes de maig. Compta amb combats de les dues marques; Raw i SmackDown.
Va ser incorporat a la programació de PPVs de la WWE l'any 2010, reemplaçant a WWE Judgment Day.

## Resultats

### 2010
Over the limit 2010 va tenir lloc el 23 de maig de 2010 en el Joe Luis Arena, es va celebrar a Detroit, Michigan. El tema musical amb el qual va contar l'espectacle va ser Crash de Fit For Rivals.
|                                                           | Combats                                                                                 | Estipulacions                                     | Notes |
| --------------------------------------------------------- | --------------------------------------------------------------------------------------- | ------------------------------------------------- | --- |
| Dark Match                                                | MVP derrotà Chavo Guerrero                                                              | Combat individual                                 | |
| 1                                                         | Kofi Kingston derrotà Drew McIntyre (c)                                                 | Combat individual pel Campionat Intercontinental  | Després del combat Matt Hardy va fer el seu retorn atacant Drew.                                                                     |
| 2                                                         | R-Truth derrotà Ted DiBiase                                                             | Combat individual                                 | |
| 3                                                         | Rey Mysterio derrotà CM Punk                                                            | Pledge S.E.S. vs. Hair match                      | Després del combat La Straight Edge Society va interferir a favor de CM Punk i Kane a favor de Rey Mysterio.                         |
| 4                                                         | The Hart Dynasty (David Hart Smith & Tyson Kidd) (c) derrotaren Chris Jericho & The Miz | Tag Team Match pel Campionat Unificat en Parelles | |
| 5                                                         | Randy Orton i Edge van lluitar fins a acabar en doble compta fora                       | Combat individual                                 | Durant el combat Randy Orton va patir una lesió legítima                                                                             |
| 6                                                         | The Big Show derrotà Jack Swagger (c) per descalificació                                | Combat individual pel Campionat Mundial Pes Pesat | Jack Swagger fou desqualificat per atacar Big Show amb el títol.                                                                     |
| 7                                                         | Eve Torres (c) derrotà Maryse                                                           | Combat individual pel Campionat de Dives          | |
| 8                                                         | John Cena (c) derrotà Batista                                                           | I Quit Match pel Campionat de la WWE              | Si John Cena perdia renunciava a la revenja. Després del combat Sheamus va atacar John Cena. Aquesta fou l'última lluita de Batista. |
| (c) – Referent als campions abans de l'inici dels combats |                                                                                         |                                                   | |

### 2011
Over the limit 2011 va tenir lloc el 22 de maig de 2011 des del KeyArena, a Seattle, Washington. La cançó oficial de l'event fou Help Is on the Way de Rise Against.
|                                                           | Combats                                                     | Estipulacions                                       | Notes |
| --------------------------------------------------------- | ----------------------------------------------------------- | --------------------------------------------------- | --- |
| Dark Match                                                | Daniel Bryan derrotà Drew McIntyre                          | Single Match                                        | |
| 1                                                         | R-Truth derrotà Rey Mysterio                                | Single Match                                        | |
| 2                                                         | Ezekiel Jackson derrotà Wade Barrett (c) per descalificació | Single Match pel WWE Intercontinental Championship  | La intervenció de Heath Slater i Justin Gabriel va provocar la desqualificació. A conseqüència Wade va retenir el campionat                                                       |
| 3                                                         | Sin Cara derrotà Chavo Guerrero                             | Single Match                                        | |
| 4                                                         | The Big Show & Kane (c) derrotaren CM Punk & Mason Ryan     | Tag Team Match per al WWE Tag Team Championship     | |
| 5                                                         | Brie Bella (c) derrotà Kelly Kelly                          | Single Match pel WWE Divas Championship             | Nikki Bella va ocupar el lloc de la seva bessona quan l'àrbitre no mirava |
| 6                                                         | Randy Orton (c) derrotà Christian                           | Single Match pel WWE World Heavyweight Championship | |
| 7                                                         | Jerry Lawler derrotà Michael Cole                           | Kiss my Foot Match                                  | Després de la lluita Jim Ross, Eve Torres i Bret Hart van atacar a Cole. Si Jerry perdia havia d'introduir a Cole al WWE Hall of Fame                                             |
| 8                                                         | John Cena (c) derrotà The Miz                               | I Quit Match pel WWE Championship                   | Durant la lluita Alex Riley va atacar a Cena. Inicialment Miz va guanyar fent servir una gravació però quan l'àrbitre va veure el que havia passat va ordenar continuar el combat |
| (c) – Referent als campions abans de l'inici dels combats |                                                             |                                                     | |

### 2012
Over the limit 2012 tingué lloc el 20 de maig de 2012 des del PNC Arena, a Raleigh, North Carolina. La cançó oficial de l'event fou War of Change de Thousand .
|                                                           | Combats                                                             | Estipulacions | Notes |
| --------------------------------------------------------- | ------------------------------------------------------------------- | --- | --- |
| Dark Match                                                | Kane derrotà Zack Ryder                                             | Single Match | |
| 1                                                         | Christian guanyà eliminant The Miz                                  | "people power" Battle royal de 20 persones per lluitar pel EUA Championship o el WWE Intercontinental Championship | The Miz i David Otunga fan equip per eliminar a Christian, però al final ell guanya. |
| 2                                                         | R-Truth & Kofi Kingston (c) derrotaren Dolph Ziggler & Jack Swagger | Tag Team Match pel WWE Tag Team Championship                                                                       | |
| 3                                                         | Layla (c) derrotà Beth Phoenix                                      | Singles match pel WWE Divas Championship                                                                           | |
| 4                                                         | Sheamus (c) derrotà Alberto Del Rio, Randy Orton, and Chris Jericho | Fatal Four-Way Match pel WWE World Heavyweight Championship                                                        | |
| 5                                                         | Brodus Clay derrotà The Miz                                         | Single Match | |
| 6                                                         | Christian derrotà Cody Rhodes (c)                                   | Single Match pel WWE Intercontinental Championship                                                                 | |
| 7                                                         | CM Punk (c) derrotà Daniel Bryan                                    | Single Match pel WWE Championship                                                                                  | |
| 8                                                         | Ryback derrotà Camacho                                              | Single Match | |
| 9                                                         | John Laurinaitis derrotà John Cena                                  | Single Match sense desqualificació                                                                                 | Si John Laurinaitis perdia era eliminat de l'empresa. John Cena domina John Laurinaitis, però amb un cop de sort John Laurinaitis escapa. Llavors apareix Big show amb ell (la setmana passada el van acomiadar de WWE). Big show traeix John Cena i dona la victòria a John Laurinaitis. |
| (c) – Referent als campions abans de l'inici dels combats |                                                                     | | |